# Hendrik de Kruijff
Hendrik de Kruijff (Doetinchem, 5 januari 1903 - onbekend) was een Nederlandse politieagent en rechercheur die tijdens de Tweede Wereldoorlog bekendstond als handlanger van de Duitse bezetter in Drenthe. Hij kreeg de bijnaam bloedhond der SD en werd in de provincie gezien als een van de meest gevreesde collaborateurs.

## Leven en carrière vóór de oorlog
De Kruijff werd in 1903 geboren als de enige zoon van een gemeenteveldwachter. Na een moeilijke jeugd, waarin zijn moeder overleed toen hij zes was, begon hij in 1925 zijn carrière als agent bij de gemeentepolitie in Assen. In de jaren dertig raakte hij in conflict met zijn superieur, hoofdinspecteur Van der Meulen. Dit leidde in 1935 tot zijn ontslag wegens 'ongeschiktheid voor de betrekking van agent van politie', wat hem in financiële moeilijkheden bracht. Pas na het ontslag van Van der Meulen in 1938 kreeg De Kruijff de kans om terug te keren bij de politie, eerst als volontair en later in een administratieve functie.

## Collaboratie tijdens de Tweede Wereldoorlog
Na de Duitse inval in 1940 hervatte De Kruijff zijn politiewerk en werd hij in 1942 ingezet voor onderzoekswerk in opdracht van de Sicherheitspolizei (Sipo). Zijn meedogenloze en fanatieke aanpak, evenals zijn vlotte beheersing van de Duitse taal, droegen bij aan zijn snelle opkomst. Hij zette zich volledig in voor de Sipo en deed actief mee aan sociale bijeenkomsten met Duitse militairen en NSB'ers.
De Kruijff was verantwoordelijk voor de arrestatie en vervolging van vele verzetsmensen, onderduikers en Joden. Enkele van de meest beruchte gevallen die tijdens zijn rechtszaak werden aangehaald, waren:
- De arrestatie van de gebroeders Gerards en G. Rotman in Nieuw-Amsterdam. Rotman overleed in een concentratiekamp.
- Een inval in Assen waarbij hij op de zoon van kolenhandelaar Bosscha schoot.
- De arrestatie van Jan Boer uit Smilde, die na thuiskomst uit een concentratiekamp overleed aan zijn ontberingen.
- De arrestatie van drie Joden en een ondergedoken student in Appelscha. De Joden kwamen om in Auschwitz.
- Het mishandelen van de schilder Dozy tijdens een verhoor in Elp.

Bovendien speelde De Kruijff een belangrijke coördinerende rol bij de Shoah in Drenthe. Uit notities van de gemeente Coevorden blijkt dat hij op 2 en 3 oktober 1942 namens de Sipo-politiekorpsen tot in detail instrueerde over de deportatie van Joden. Deze centrale rol werd echter niet besproken tijdens zijn naoorlogse rechtszaak.

## Aanslag en nasleep
Vanwege zijn gevaar voor het verzet werd De Kruijff opgenomen in het 'Signalementenblad', dat door de verzetsorganisatie Ordedienst werd uitgegeven als waarschuwing voor handlangers van de bezetter. Op 16 juli 1943 werd een aanslag op zijn leven gepleegd door verzetsmensen Jan Naber en Albert Rozeman uit Hoogeveen. De directe aanleiding voor de aanslag was het vermoeden dat De Kruijff als 'duikelaar' vermomd informatie had ingewonnen in Hollandscheveld, en dat grote razzia's verwacht werden.
De verzetsgroep wachtte hem op bij zijn woning aan de Oosterhoutstraat 80 in Assen. Naber sprak hem aan en schoot vier keer met een pistool, kaliber 6.35 mm. De Kruijff werd twee keer geraakt in zijn linkerheup, maar overleefde de aanslag. Hij vluchtte na de aanslag naar Arnhem en werd per 1 september 1943 ontslagen in Assen en bij de Arnhemse recherche geplaatst.

## Rechtszaak en veroordeling
Tijdens zijn proces op 6 juni 1946 ontkende De Kruijff niet dat hij fouten had gemaakt, maar zijn raadsman beriep zich op zijn "moeilijke positie" en zwakke karakter. Hij bood Drenthe zijn excuses aan en stelde dat de aanslag hem tot bezinning had gebracht. De advocaat-fiscaal, Mr. Louett Feisser, eiste de doodstraf vanwege zijn leidende rol en onvaderlandslievende gedrag. Het Gerechtshof van Leeuwarden veroordeelde De Kruijff tot twintig jaar gevangenisstraf, verdeeld over één straf van twaalf jaar en vier straffen van elk twee jaar.
Door deze ongebruikelijke opsplitsing profiteerde De Kruijff meervoudig van de jubileumgratie van 1948 en later van een Koninklijk Besluit dat de vier tweejarige straffen kwijtschold. Hierdoor werd zijn totale straf aanzienlijk verlaagd en kwam hij op 19 juni 1952 voorwaardelijk vrij. Dit leidde tot kritiek op de "stuitende rechtsongelijkheid" in vergelijking met andere veroordeelden. Na zijn vrijlating verdween Hendrik de Kruijff uit de openbaarheid. Toen zijn vrouw Roelie op 30 januari 1974 overleed, verbleef hij in een verpleegtehuis in Arnhem.